# Gareth Steenson
Gareth R. Steenson (Antrim, 5 maggio 1984) è un allenatore ed ex giocatore di rugby a 15 proveniente dall'Irlanda del Nord; per 12 anni mediano d'apertura dell'Exeter, con esso ha vinto due titoli di campione d'Inghilterra e uno d'Europa, realizzando in totale più di 2600 punti per il club e, limitatamente alla sola Premiership, 1651 che, al 2023, ne fanno il settimo miglior realizzatore della storia del torneo.
Dal termine della carriera agonistica è allenatore del Plymouth.

## Biografia
Benché in gioventù si fosse messo in luce in ottica internazionale (partecipò a due mondiali giovanili con l'Irlanda U-20, in uno dei quali venendo prescelto rispetto a Jonny Sexton) non trovò mai spazio nella formazione provinciale dell'Ulster, in cui il titolare nel ruolo d'apertura era David Humphreys, e il cui staff tecnico gli consigliò di cercare un altro lavoro perché non aveva fiducia nelle sue qualità rugbistiche.
Steenson decise quindi di rispondere alla chiamata di André Bester, allenatore sudafricano che all'epoca allenava in Inghilterra, e che già due anni prima gli aveva chiesto, senza successo, di raggiungerlo al Belfast Harlequins, e si trasferì al Rotherham, in South Yorkshire.
Dopo solo una stagione fu in Cornovaglia al Cornish Pirates e, nel 2008, fu ingaggiato dall'Exeter che all'epoca militava ancora in seconda divisione.
Nel 2010 Steenson fu fondamentale nel raggiungimento della promozione in Premiership, non soltanto grazie ai quasi 260 punti marcati nella stagione regolare, ma ai suoi 33 (su 38) complessivamente realizzati dall'Exeter nella doppia finale-promozione vinta contro Bristol; nonostante la grande quantità di punti marcati per il club, vinse in una sola occasione la classifica dei migliori marcatori di Premiership, nel 2016; nel 2017 si laureò campione d'Inghilterra con 13 punti personali nella finale contro Wasps, tra cui il calcio piazzato decisivo a tre minuti dalla fine dei tempi supplementari.
Tre anni più tardi, nella sua ultima stagione da professionista, si aggiudicò la sua seconda Premiership anche se non prese parte alla finale, vista dalla panchina, e la prima Coppa d'Europa vinta battendo la francese Racing 92.
Al momento del ritiro aveva marcato 1651 punti in Premiership, tutti per Exeter, club per il quale ha realizzato in campionato 2159 punti considerando i 508 marcati in Championship e, includendo anche le coppe, 2630 in 311 incontri.
Assistente allenatore part-time a Plymouth già dal 2019, suo ultimo anno d'attività, è diventato tecnico a tempo pieno dello stesso club dopo il ritiro.

## Palmarès
- Premiership: 2
Exeter: 2016-17, 2019-20
- Champions Cup: 1
Exeter: 2019-20